# Frövisjön
Frövisjön är en fågelsjö i Västmanland sydost om Skultuna i Västerås kommun.

## Historik
1896 dikades sjön ut och efter ett misslyckat projekt med att anlägga en pumpstation 1942 kom sjön att växa igen mer och mer och det enda som var kvar av sjön var ett system av relativt djupa kanaler mitt i sjön.

### Restaurering
Att restaurera sjön diskuterades redan under 1970- och 80-talet med då föll det på finansieringen. Men under mitten av 2000-talet gick en pump sönder i pumpstationen och man kunde åter börja se en vattenspegel i den dessförinnan helt igenväxta sjön.
Under 2007 påbörjades sedan restaureringen av sjön som blev klar 2010. Projektet förärades med ett pris på Landsbygdsgalan för årets bästa miljösatsning 2011.

## Fågellivet
Under de igenväxta åren var det få som besökte Frövisjön för fåglarnas skull. De besök av ornitologer som gjordes vid sjön var mest för att lyssna på sångare. Hornuggla häckade i östra delen av sjön och 1994 gjordes ett försök till häckning av två ängshökspar.
Efter restaureringen blev sjön snabbt populär bland fågelskådare. Från några få rapporter på artportalen under 2009 till över 14 000 rapporter 2011. fler nya arter upptäcks. Fram till 2009 hade 153 arter observerats i sjön. Det antalet har stadigt ökat och fram till sommaren 2017 har 215 arter rapporterats till artportalen.

### Rastande fåglar
Fågellivet i sjön är som rikast under flyttperioderna på våren (mars-maj) och hösten (juli-oktober). Vårsträcket domineras av änder, gäss och svanar och under höststräcket, då sjöns vattennivå är lägre, rastar många vadare.

### Häckande fåglar
I Frövisjön häckar främst sjöfågel. Doppingar, änder och sångsvanar. Gråhakedopping ses årligen i sjön under häckningsperioden, men ingen lyckad häckning har kunnat konstateras.. Brun kärrhök har häckat i sjön efter restaureringen och flera par tranor brukar häcka. Räknar man också med den direkta omgivningen av sjön så är det ungefär 80 arter som häckar där.
Svarttärna har gjort häckningsförsök i sjön och en skrattmåskoloni har etablerats. Hornuggla som årligen häckade vid sjön innan restaureringen har hittat tillbaka och sedan 2013 har de häckat runt sjön.
Dvärgmås har sedan 2015 häckat i sjön i varierande omfattning. Under 2015 gjordes Västmanlands första bekräftade häckning av svarthalsad dopping i sjön. 2016 observerades minst tre adulta svarthalsade doppingar i sjön och två kullar kläcktes.  
Sedan 2015 har också brunand häckat i sjön, vilket är Västmanlands första säkerställda häckning av arten sen 2006.

### Vanliga fågelarter
| - Sångsvan - Grågås - Bläsand - Kricka - Gräsand - Skedand - Skäggdopping - Svarthakedopping - Gråhäger - Havsörn - Brun kärrhök - Ormvråk | - Sothöna - Trana - Enkelbeckasin - Grönbena - Skrattmås - Tornseglare - Sånglärka - Korp - Kråka - Steglits - Stare |

### Rariteter
Sedan restaureringen har en del sällsynta fåglar upptäckts i eller omkring Frövisjön. Arter som sällan ses i Sverige 
| - Rostand, 2012 - Amerikansk bläsand, 2013 - Gulkindad kricka, 2013 - Brun glada, 2013, 2015 - Fjällgås, 2013, 2018, 2019 - Svartand, 2014 - Jungfrutrana 2014 | - Vitvingad tärna 2014, 2017 - Stäpphök, 2015, 2018, 2020 - Svarthalsad dopping, 2015-2019 - Styltlöpare, 2015 - Dammsnäppa, 2015 - Aftonfalk 2019 - Ökenpipare, 2020 - Blåvingad årta, 2025 |

### Observationsplatser
Frövisjön saknade länge fasta anordningar för fågelskådning som plattformar, gömslen eller fågeltorn. Men sen 2018 finns det nu en plattform där Skultuna naturklubb tidigare hade en stuga.
Längs södra delen av sjön, vid väg 671 (mellan Skultuna och Ansta), finns det två observationsplatser. Klubbhusdungen är den dunge mellan vägen och östra delen av sjön där Skultuna naturklubb tidigare hade en liten koja. Där finns en plattform med utsikt över östra och mellersta delen av sjön. Vid vägen finns en liten parkeringsficka som rymmer några bilar. 
Längs vägen, söder om västra delen av sjön, på en höjd, finns en skogsväg som leder söderut. Vägen är stängd med en vägbom. Där har man överblick över hela sjön och det finns plats för några få bilar. Observationsplatsen kallas av lokala fågelskådare för "Bommen".